# Králické sedlo
Králické sedlo je sedlo v hlavním hřebeni Kremnických vrchů v nadmořské výšce 1185 m, nad obcí Králiky, podle níž je pojmenováno. Je situováno jižně od Mýtného vrchu (1221 m) a je křižovatkou několika turistických cest .

## Přístup
- po  značce z Mýtného vrchu (1221 m) nebo Zlaté studně
- po  značce z obce Králiky (rozcestí rekreační středisko)
- po  značce z rozcestí Obrázok nad Kremnicí (na silnici II/578 na Skalku)